# Peheim
Peheim is een plaats in de Duitse gemeente Molbergen, deelstaat Nedersaksen, 6½ km ten W van Molbergen. Volgens de website van de gemeente Molbergen had Peheim op 1 januari 2020 1.228 inwoners, inclusief tweede-woningbezitters.
Het hunebed Teufelssteine (Molbergen) ten noorden van het dorp, niet ver van de beek Marka, is gebouwd tussen 3500 en 2800 v.Chr. en wordt toegeschreven aan de Trechterbekercultuur. Het is bekend onder Sprockhoff Nr. 959 en vormt een onderdeel van de Straße der Megalithkultur.
Het dorpswapen beeldt de in de Tweede Wereldoorlog verwoeste kerk van Peheim af. Na de Tweede Wereldoorlog werd de ruïne van het kerkje tot oorlogsmonument verbouwd en werd een nieuwe, aan St. Anna gewijde, kerk gebouwd.
Bij het dorp staat de radiozendmast Peheim voor DAB+-signalen.

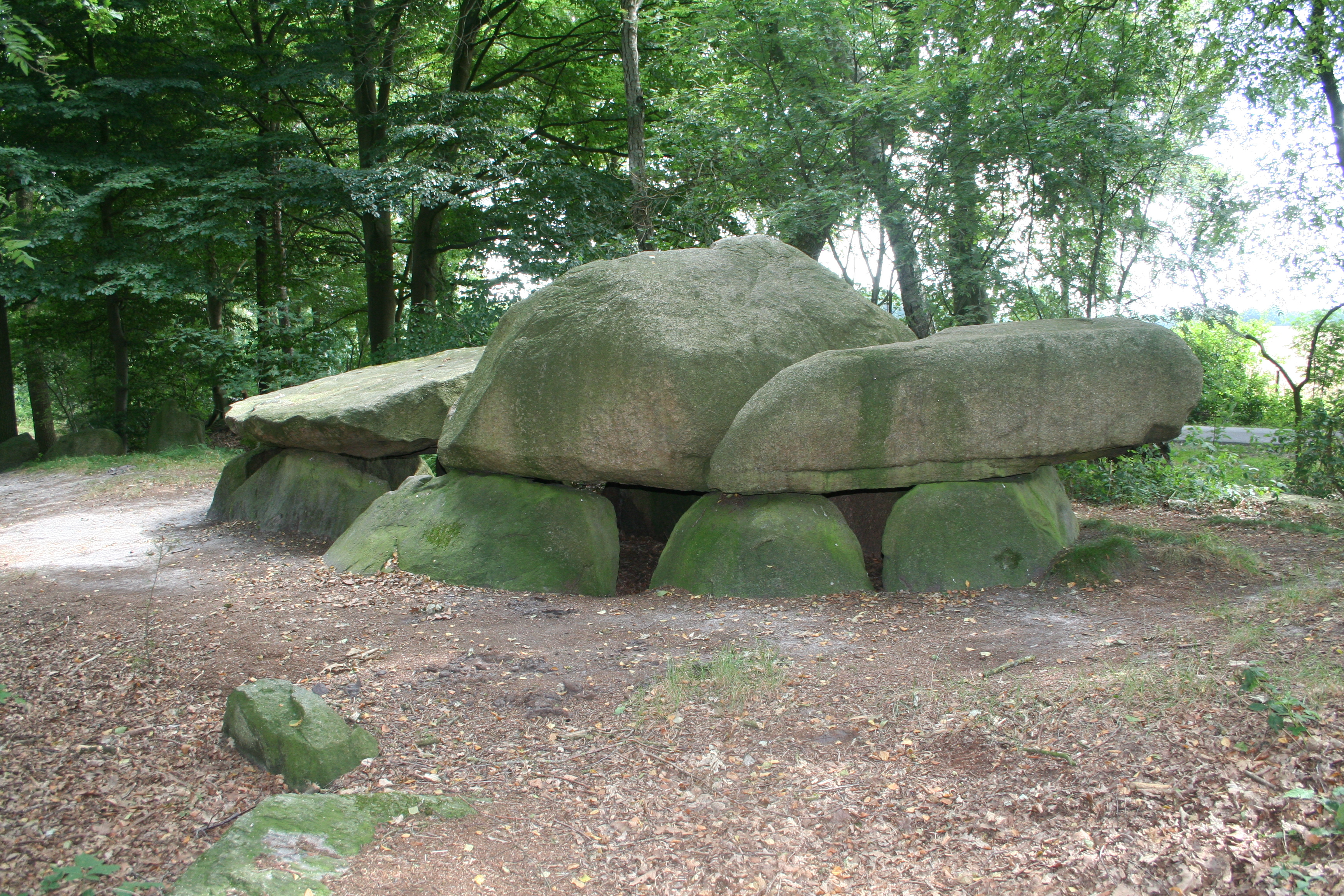
Hunebed Teufelssteine Molbergen nabij Peheim
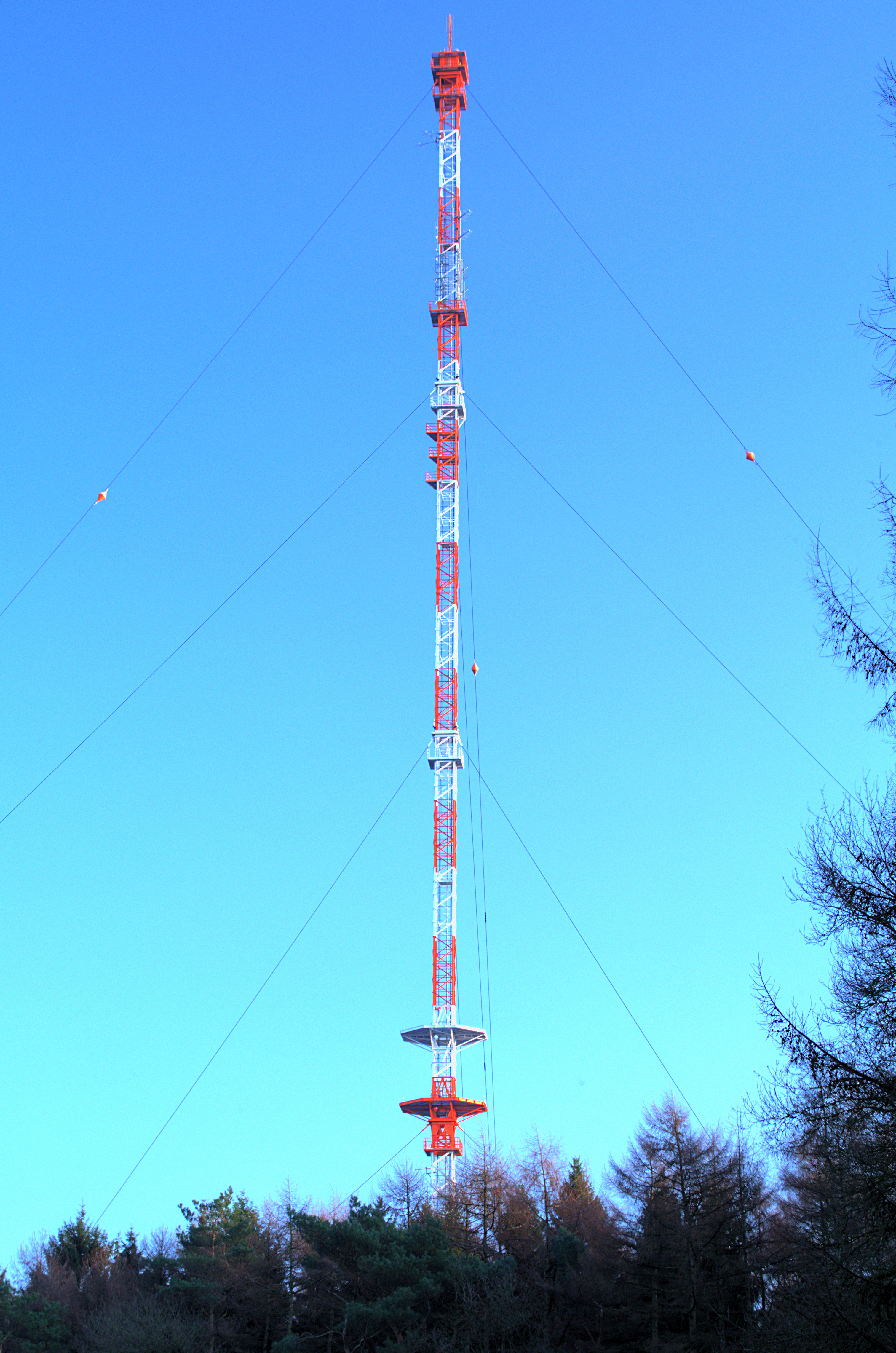
De 220 m hoge radiozendmast Peheim